# Крионери (дем Кавала)
Крионери (на гръцки: Κρυονέρι, катаревуса Κρυονέριον, Крионерион, до 1954 година Κουρουτζού, Куруджу) е село в Гърция, в дем Кавала, област Източна Македония и Тракия.

## География
Селото е разположено на 240 m надморска височина около 10 километра северно от демовия център Кавала в югоизточните склонове на Урвил (Ори Леканис).

## История

### В Османската империя
В началото на XX век селото е изцяло турско селище в Кавалска кааза на Османската империя. Съгласно статистиката на Васил Кънчов („Македония. Етнография и статистика“) към 1900 година Куридже е изцяло турско селище с 450 жители.

### В Гърция
След Междусъюзническата война в 1913 година селото попада в Гърция. В 1923 година жителите на Куридже са изселени в Турция по силата на Лозанския договор и на тяхно място са заселени гърци бежанци. Според статистиката от 1928 година селото е изцяло бежанско със 144 семейства и 594 жители общо. В 1954 година името на селото е сменено от Курудзу (Κουρουτζού) на Крионерион (Κρυονέριον). Българска статистика от 1941 година показва 1032 жители.
Основно производство е тютюнът, като се гледат и житни култури и частично е развито и скотовъдството.
| Име     | Име      | Ново име | Ново име | Описание |
| ------- | -------- | -------- | -------- | -------- |
| Загаджи | Ζαγκατζῆ | Месорема | Μεσόρεμα | река     |

| Година    | 1913 | 1920 | 1928 | 1940 | 1951 | 1961 | 1971 | 1981 | 1991 | 2001 | 2011 | 2021 |
| --------- | ---- | ---- | ---- | ---- | ---- | ---- | ---- | ---- | ---- | ---- | ---- | ---- |
| Население | 519  | 606  | 685  | 1077 | 1111 | 1014 | 581  | 560  | 527  | 619  | 690  | 515  |